# Marine populaire vietnamienne
La Marine populaire vietnamienne (en vietnamien: Hải quân nhân dân Việt Nam) est la branche navale de l'armée populaire du Viêt Nam, fondée en 1955. Son commandant en chef actuel est l'amiral Nguyễn Văn Hiến.
Pratiquement inexistante pendant la période des guerres d'Indochine et du Viêt Nam, il s'agit d'une marine fluviale et côtière, affectée principalement à la défense des eaux territoriales, des côtes, des îles, des îlots et des îlets contestées et des zones de pêche vietnamiennes (dans la concurrence pour des ressources marines devenues rares dans le cadre du conflit en mer de Chine méridionale). 

## Histoire

Le drapeau de la marine populaire vietnamienne de 1955 à 2014.

### Guerre du Viêt Nam

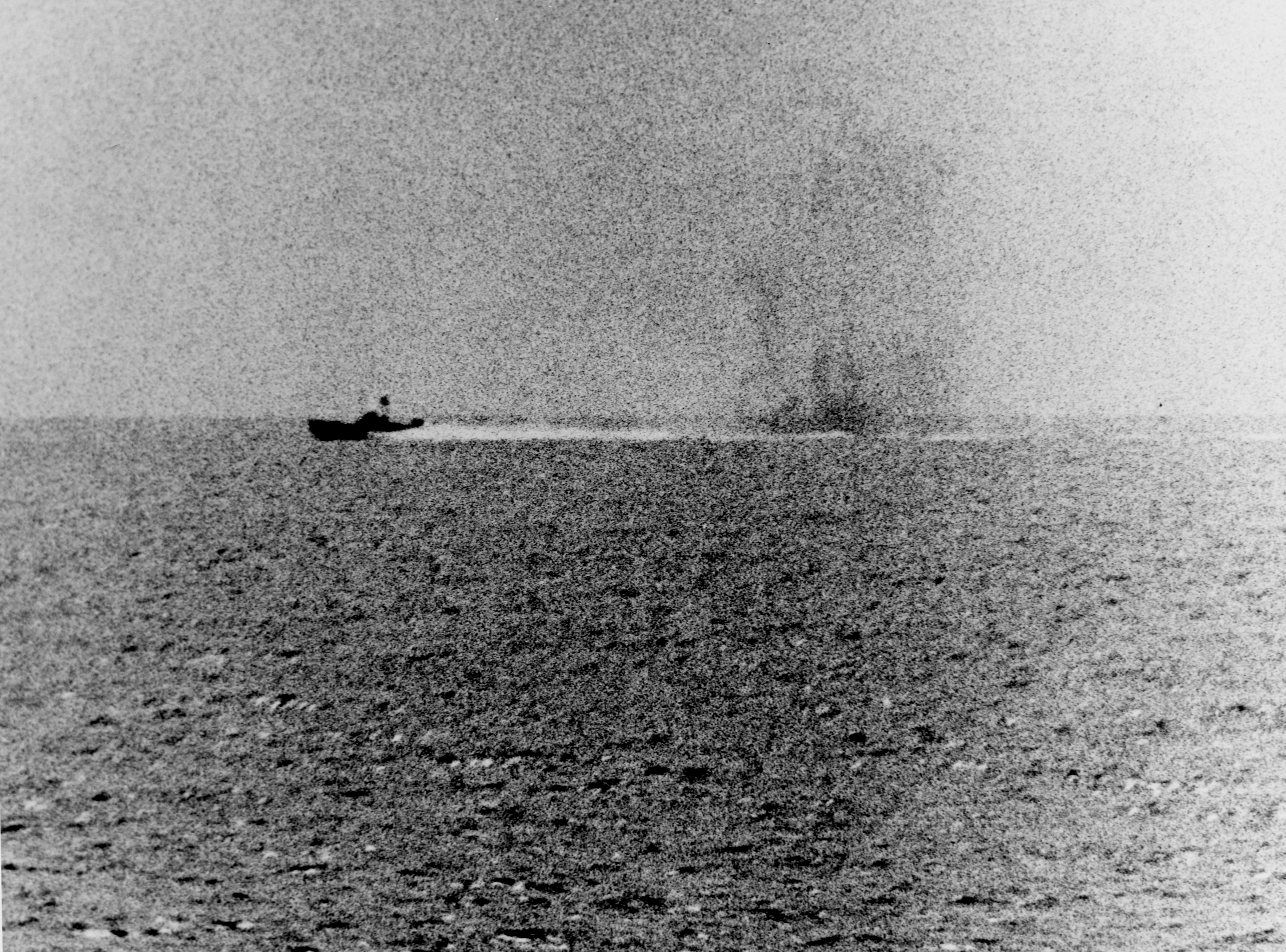
Un patrouilleur nord-vietnamien engageant le destroyer américain USS Maddox durant les incidents du golfe du Tonkin le 2 août 1964.

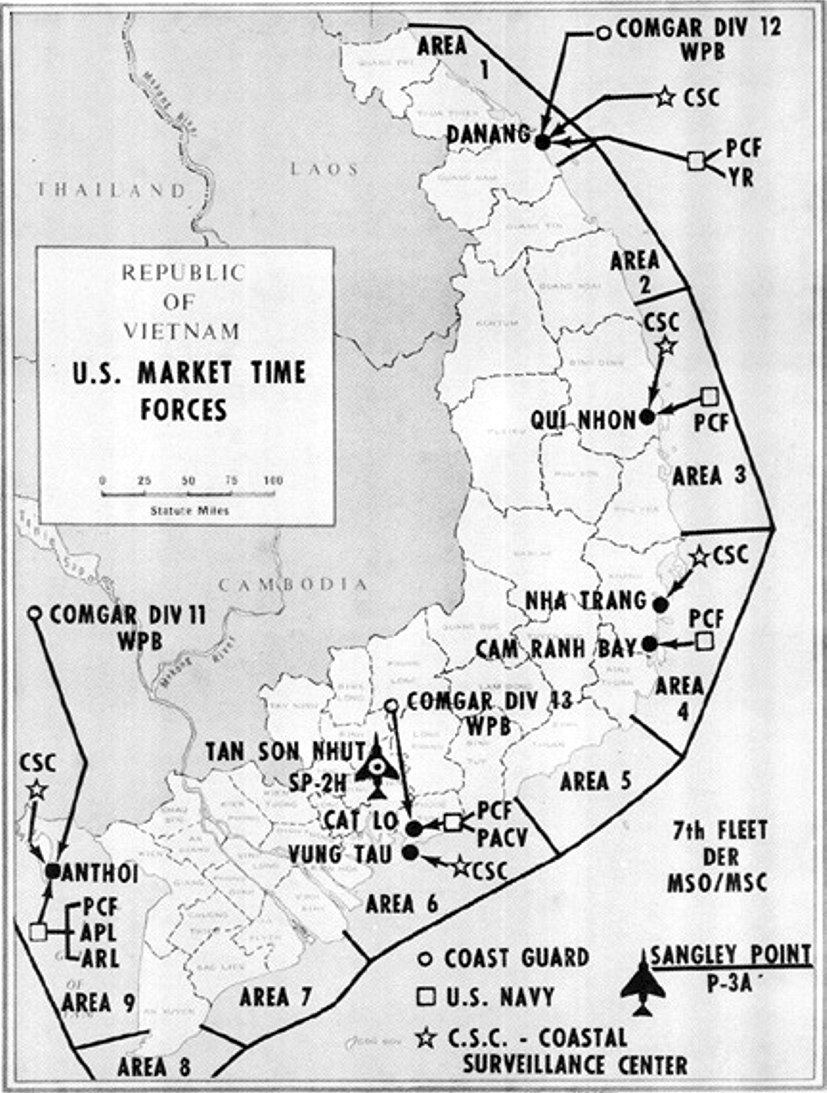
Opération Market Time.

Avant 1975, elle opère un peu moins de 40 patrouilleurs/dragueurs de mines et ne participe pas à des affrontements directs avec les flottes américaine et sudiste, hormis lors des incidents du golfe du Tonkin et lors de la bataille de Truong Sa. Son principal rôle lors de ce conflit est la livraison d'armes et de matériel à destination des guérilleros du Front national de libération du Sud Viêt Nam (Việt Cộng) au sud par le golfe de Thaïlande et la mer de Chine méridionale. En réponse, les Américains, conjointement avec la Marine sud-vietnamienne, déclenchèrent l'opération Market Time (en) entre 1965 et 1972 afin d'empêcher ces infiltrations par la mer. De nombreux navires furent ainsi inspectés, en particulier les cargos, et ceux tentant de s'enfuir étaient coulés.
En 1975, à la suite de la fin de la guerre du Viêt Nam, elle absorbe les navires de la défunte Marine de la République du Viêt Nam (2 frégates, une centaine de patrouilleurs et une cinquantaine de navires de transport).

### 1975-aujourd'hui
En 1988, la Marine affronte la marine chinoise près des îles Spratleys, perdant plusieurs navires de transport et 64 marins La bataille a été remportée par la marine chinoise en supériorité numérique et bien mieux équipée. Cela a incité le Viêt Nam à moderniser sa marine. 
Dans le cadre de la constitution d'une force sous-marine à partir des années 2010, le personnel de celle-ci est formé en Inde.
Les États-Unis se sont engagés le 31 mai 2016 à financer l'achat de patrouilleurs construit chez eux pour 18 millions de dollars.

## Composition

### 2023
Sa flotte comprend en 2023 :

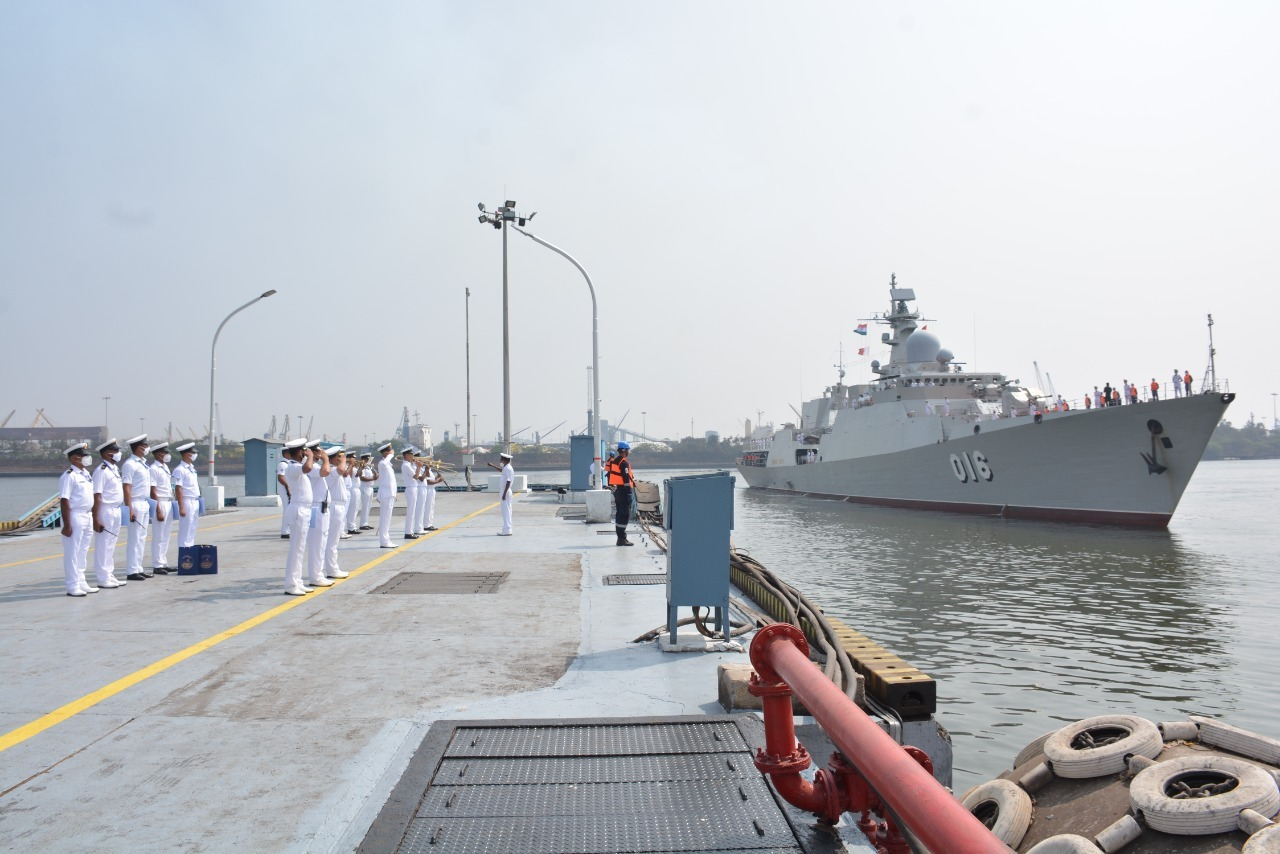
La frégate Quang Trung, classe Gepard lors de l'exercice naval Milan 2022.

- 6 sous-marins classe Kilo russe (sous-classe modernisée Varshavyanka)
- 2 sous-marins de poche nord-coréens de classe Yugo
- 12 frégates (4 classe guepard russe, 3 classe Petya II russe, 2 classe Petya III russe, 2 classe Pohang sud-coréenne)
- 12 corvettes (4 classe Tarentul I russe, 8 classe Tarentul V russe)
- 37 patrouilleurs
- 8 dragueurs de mines
- 12 navires de débarquement
- 13 chalands de débarquement
- 12 navires de ravitaillement et de support dont 1 navire de surveillance et 1 navire hôpitalElle dispose d'une aéronavale depuis 2010. La 954e brigade d'aviation navale est équipée, en 2023, de :
- 6 avions utilitaires DHC-6 Twin Otter
- 12 hélicoptères de lutte anti-sous-marine Kamov Ka-27/Ka-28
- 2 hélicoptères de recherche et sauvetage Eurocopter EC225 Super Puma

Elle dispose également d'une force terrestre de défense côtière qui est équipé de : 
- 4K44b Redout
- 4K51 Roubej
- K-300P Bastion-P
- ACCULAR
- EXTRA

### 2014

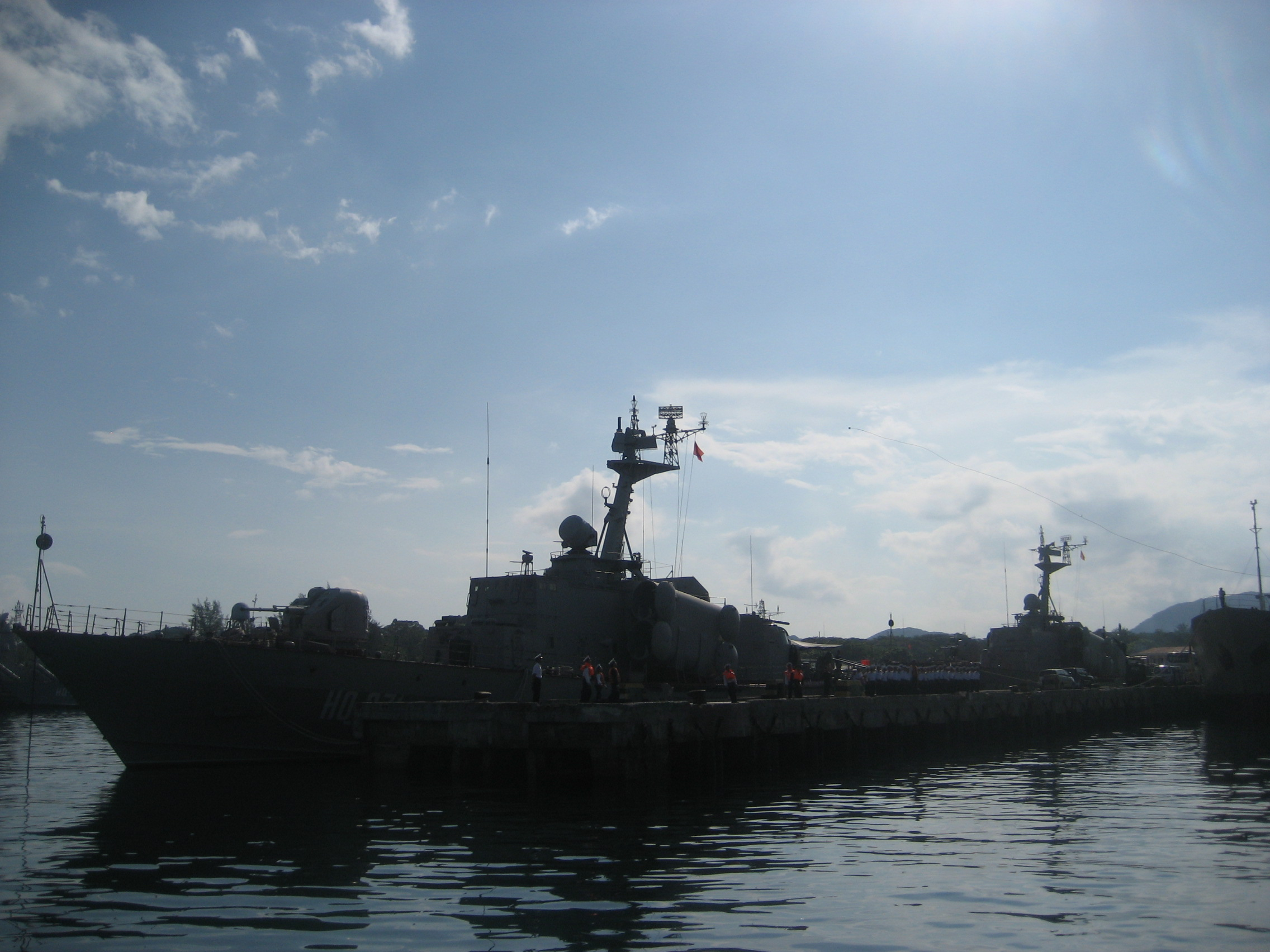
Une corvette vietnamienne de classe Tarentul.

Sa flotte comprenait (en phase de modernisation) en 2014 :
- 21 patrouilleurs lance-missiles (dont 8 de classe Osa, 6 de classe Svetlyak et 5 de classe Turya)
- 8 dragueurs de mines (4 de classe Sonya, 2 de classe Yurka, 2 de classe Yevgenya)
- 7 frégates (6 Petya ex-sovietique), 1 Gepard (classe Dinh Tien Hoang). Une autre en cours de livraison
- 9 corvettes (classe Tarentul et Sigma)
- 4 sous-marins de poche nord-coréens,
- 6 sous-marins classe Kilo russe (sous-classe modernisée Varshavyanka) commandés en 2009, 1er livré à Cam Ranh le 2 janvier 2014[7], la mise en service du dernier est prévu pour la fin de 2016 ;
- 6 navires de débarquement amphibie ;
- divers: des systèmes de missile anti-navire comme Bastion, Styx, P-5 Pityorka, Kh-35

Elle dispose d'une aéronavale depuis 2010. La 954e brigade d'aviation navale est équipée, fin 2014, de :
- 6 avions utilitaires DHC-6 Twin Otter
- 7 hélicoptères de lutte anti-sous-marine Kamov Ka-27/Ka-28
- 2 hélicoptères de recherche et sauvetage Eurocopter EC225 Super Puma

## Budget

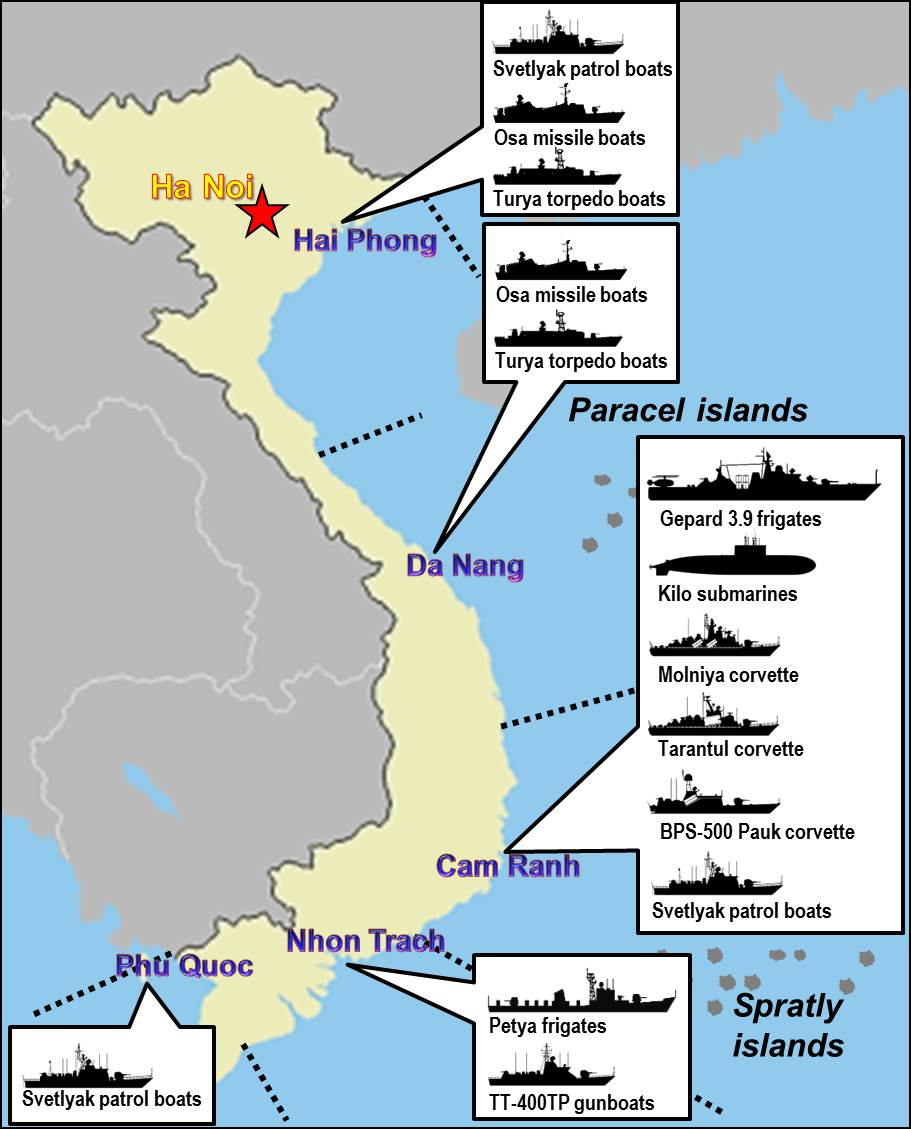
Structure organisationnelle de la marine vietnamienne (commandements régionaux) (du 1er au nord au 5e au sud et ports d'attache des navires vietnamiens par classe en 2012.

Elle occupe une part importante du budget du ministère de la Défense mais les chiffres exacts ne sont pas connus.

## Effectifs
L'effectif total en 2011 de la marine est d'environ 40 000 officiers et militaires du rang dont 130 000 marins et d'autres unités spécialisées et 27 000 dans l'infanterie de marine . Les officiers sont formés à l'Académie navale vietnamienne (implantée à Nha Trang) qui a par ailleurs formé des officiers des marines cambodgienne et laotienne.

## Organisation
En date de 2012, la marine a cinq commandements régionaux. Sa principale base navale est à dans la baie de Cam Ranh.